# Stictolampra pertruncata
Stictolampra pertruncata är en kackerlacksart som först beskrevs av Hanitsch 1936.  Stictolampra pertruncata ingår i släktet Stictolampra och familjen jättekackerlackor. Inga underarter finns listade i Catalogue of Life.